# Wernicke-Korsakow-Syndrom
Mit dem Begriff Wernicke-Korsakow-Syndrom (nach Carl Wernicke und Sergei Korsakow) werden zwei Krankheitsbilder mit unterschiedlicher Symptomatik, aber gleicher Entstehungsgeschichte (Pathogenese) zusammengefasst, nämlich das
- Korsakow-Syndrom/Korsakow-Psychose sowie die
- Wernicke-Enzephalopathie/Wernicke-Syndrom

Die Kombination beider Krankheitsbilder ist bei chronisch alkoholkranken Menschen bekannt, beide können aber auch unabhängig voneinander auftreten.
Kennzeichnend für das Wernicke-Korsakow-Syndrom sind punktförmige Blutungen und Wucherungen der Gefäßwandzellen, ohne entzündliche Infiltrationen, besonders im Aquaeductus mesencephali zwischen dem III. und IV. Ventrikel.
Die akute Phase geht häufig in ein Korsakow-Syndrom über – die Patienten leiden unter retrograder Amnesie und anterograder Amnesie, d. h., sie sind weder in der Lage, neue Gedächtnisinhalte zu bilden noch gespeicherte Inhalte abzurufen. Des Weiteren zeigen sie Konfabulationen (Erinnerungslücken werden mit fantasierten Ereignissen gefüllt).
Meistens liegt ein Thiamin-(Vitamin B1-)-Mangel mit Mangelernährung vor; Resorptionsstörungen oder einseitige Kohlenhydraternährung tun ihr Übriges.